# Roker Park
Roker Park var en fotbollsarena i Sunderland i nordöstra England. Arenan var hemmaarena för Sunderland AFC i etthundra år, 1897−1997. Därefter flyttade klubben till den då nybyggda Stadium of Light. Roker Park revs 1998.
Under världsmästerskapet i fotboll 1966 spelades fyra matcher på Roker Park.